# Hydrilla verticillata
Hydrilla verticillata (L.f.) Royle, comunemente detta Idrilla o popolarmente anche timo d'acqua, è una pianta acquatica appartenente alla famiglia Hydrocharitaceae. È l'unica specie nota del genere Hydrilla Rich..

## Descrizione
La pianta si articola su dei rami lunghi 1-2 metri. Le foglie sono raccolte in gruppi di otto attorno allo stelo e ciascuna misura da 5 a 20 mm di lunghezza per 0.7–2 mm di larghezza, e sono appuntite. Le piante sono monogame (ma dalvolta possono essere anche dioiche), con fiori maschili e femminili prodotti separatamente su una singola pianta; i fiori sono piccoli con tre petali di 3–5 mm di lunghezza. La pianta si riproduce principalmente per frammentazione vegetativa e per rizomi o turioni.
L'idrilla ha una notevole resistenza alla salinità se comparata ad altre piante acquatiche d'acqua dolce.

## Ecologia
Hydrilla verticillata è allelopatica al Ceratophyllum demersum ed al Ceratophyllum muricatum.

## Distribuzione e habitat
Originaria delle acque fredde e calde dell'Asia, dell'Africa e dell'Australia, ha conosciuto una certa diffusione anche nel resto del mondo. In Australia è particolarmente fiorente nelle aree del Territorio del Nord, del Queensland e del Nuovo Galles del Sud.

### Invasività

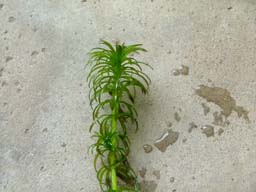
Dettaglio delle foglie

L'Hydrilla è naturalizzata ed è una specie considerata invasiva negli Stati Uniti dove ha iniziato a proliferare largamente quando, tra gli anni '50 e '60 del Novecento è stata depositata in alcuni fiumi della Florida da alcuni acquari. Attualmente si è diffusa in Canada e nel sudest del Connecticut sino in Texas ed in California. Dagli anni '90 il controllo e la gestione di questa specie ha un costo notevole di alcuni milioni di dollari all'anno.
In particolare l'infestazione maggiore si è avuta nella costa occidentale della Florida dove un commerciante in piante d'acquario fece arrivare delle piante di Hydrilla dallo Sri Lanka col nome comune di "Stella indiana." Dopo averle viste però penso che queste piante non fossero adatte ai suoi scopi e le gettò in un canale presso Tampa Bay, dove la specie iniziò a riprodursi ed a fiorire. Dal 1955, queste piante migrarono da Tampa a Miami.
Come specie invasiva in Florida, la Hydrilla è diventata uno dei principali problemi acquatici della regione e di gran parte degli Stati Uniti. In quanto specie invasiva, è ammesso anche il trattamento chimico con diserbanti, ma trattandosi di piante acquatiche negli Stati Uniti è ammesso solo il fluridone come erbicida. Malgrado ciò, alcune piante ad ogni modo si sono dimostrate comunque resistenti agli erbicidi specifici, continuando la proliferazione della specie.
La vasta popolazione di Hydrilla ha causato dei danni sul piano economico, ambientale ed ecologico. La Hydrilla è una pianta aggressiva e competitiva, andando a scontrarsi anche con specie native come il Potamogeton ed la Vallisneria americana.
In Australia, l'Hydrilla, pur essendosi diffusa particolarmente, non è divenuta una specie problematica.

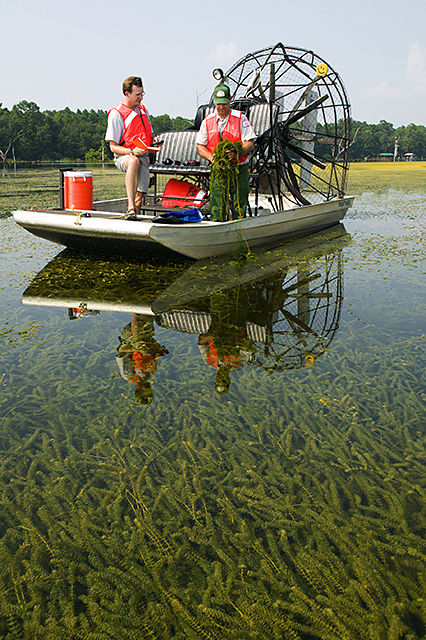
Raccolta della Hydrilla verticillata presso il Lago Seminole, Florida

La Hydrilla viene oggi controllata nella sua diffusione tramite degli erbicidi o grazie all'introduzione di carpe erbivore, esse stesse una specie invasiva in Nord America. Vengono sfruttati anche degli insetti per combattere la diffusione di questa pianta, in particolare del genere Bagous e la Hydrellia pakistanae. I tuberi della pianta ad ogni modo costituiscono un altro problema in quanto possono rimanere dormienti per diversi anni, rendendo la rimozione della pianta particolarmente difficile nei corsi d'acqua e negli estuari.
Nel 2011 per il Lago Cayuga presso lo stato di New York è stato utilizzato l'erbicida chimico endothall per cercare di contenere la specie, con trattamenti estesi sull'area per i successivi cinque anni ed un costo totale di 100.000 dollari per l'intera operazione.

## Usi
Quest'abbondante fonte di biomassa è un noto biorisanatore e iperaccumulatore di mercurio, cadmio, cromo e piombo e pertanto può essere utilizzata per i fitorisanamenti.